# Romuald Wojciechowski
Romuald Roman Wojciechowski – tymczasowy prezydent Włocławka w 1934 r., z wykształcenia inżynier.